# Маријинска палата (Кијев)
Маријинска палата (укр. Маріїнський палац, Мариинсјкиј палац) је званична резиденција председника Украјине. Ова елизабетанска барокна палата налази се на десној обали реке Дњепар у Кијеву, Украјина, поред неокласичне зграде Врховне Раде, парламента Украјине.

## Историја
Палата је подигнута по команди руске царице Јелисавете Петровне 1744. године; њен архитекта је био Бартоломео Растрели, најеминентнији архитекта који је тада радио у Руском царству. Један од Растрелијевих ученика, Иван Мичурин, заједно са групом других архитеката, завршио је палату 1752. Царица Јелисавета, међутим, није дочекала да види да је палата завршена; први виши члан царске породице који је остао у палати била је нећакиња царице Јелисавете, царица Катарина Велика, који је посетио Кијев 1787. Крајем 18. и почетком 19. века, палата је била главна резиденција генералних гувернера.
Почетком 19. века, палата је изгорела у низу пожара, била је у потпуном запуштеном стању и напуштена скоро пола века. Године 1870. цар Александар II је поверио реконструију палате архитекти Константину Мајевском, користећи старе цртеже и аквареле као водич. Тада је преименована по царици Марији Александровној. По њеној жељи, са јужне стране палате формиран је велики парк. Палата је коришћена као резиденција за посете чланова царске породице до 1917. године.
Током година грађанског рата у Русији 1917–1920, палата је коришћена као седиште Кијевског ревкома, посебно током Кијевског бољшевичког устанка. Двадесетих година 20. века зграда је припадала пољопривредној школи, а убрзо је постала музеј. Маријински је био тешко оштећен током Другог светског рата, а обновљен је крајем 1940-их. Још једна велика рестаурација завршена је почетком 1980-их.

## У популарној култури
Музички спот за песму „Naatu Naatu“ из филма RRR на индијском телугу из 2022. снимљен је у Маријинској палати. Песма је освојила награду Златни глобус за најбољу оригиналну песму, као и Оскара у истој категорији.

## Галерија
- Изглед палате 1888. г.
- Изглед палате 1911. г.
- Поглед на палату из правца врта
- Председник Украјине Леонид Кучма разговара са председником САД Билом Клинтоном, 5. јун 2000. г.
- Званична посета принца Лихтенштајна Кијеву, јун 2018. г
- Капија палате
- Састанак Џоа Баједена и Володимра Зеленског, фебруар 2023.